# Marussia MR03
La Marussia MR03 è una vettura di Formula 1 costruita dalla Marussia per partecipare al campionato mondiale di Formula 1 2014. Nel campionato mondiale di Formula 1 2015 la scuderia ha fatto correre un'evoluzione della MR03, denominata MR03B, adattata ai regolamenti in vigore.

## Contesto

### 2014: Rivoluzione tecnica e motori Ferrari

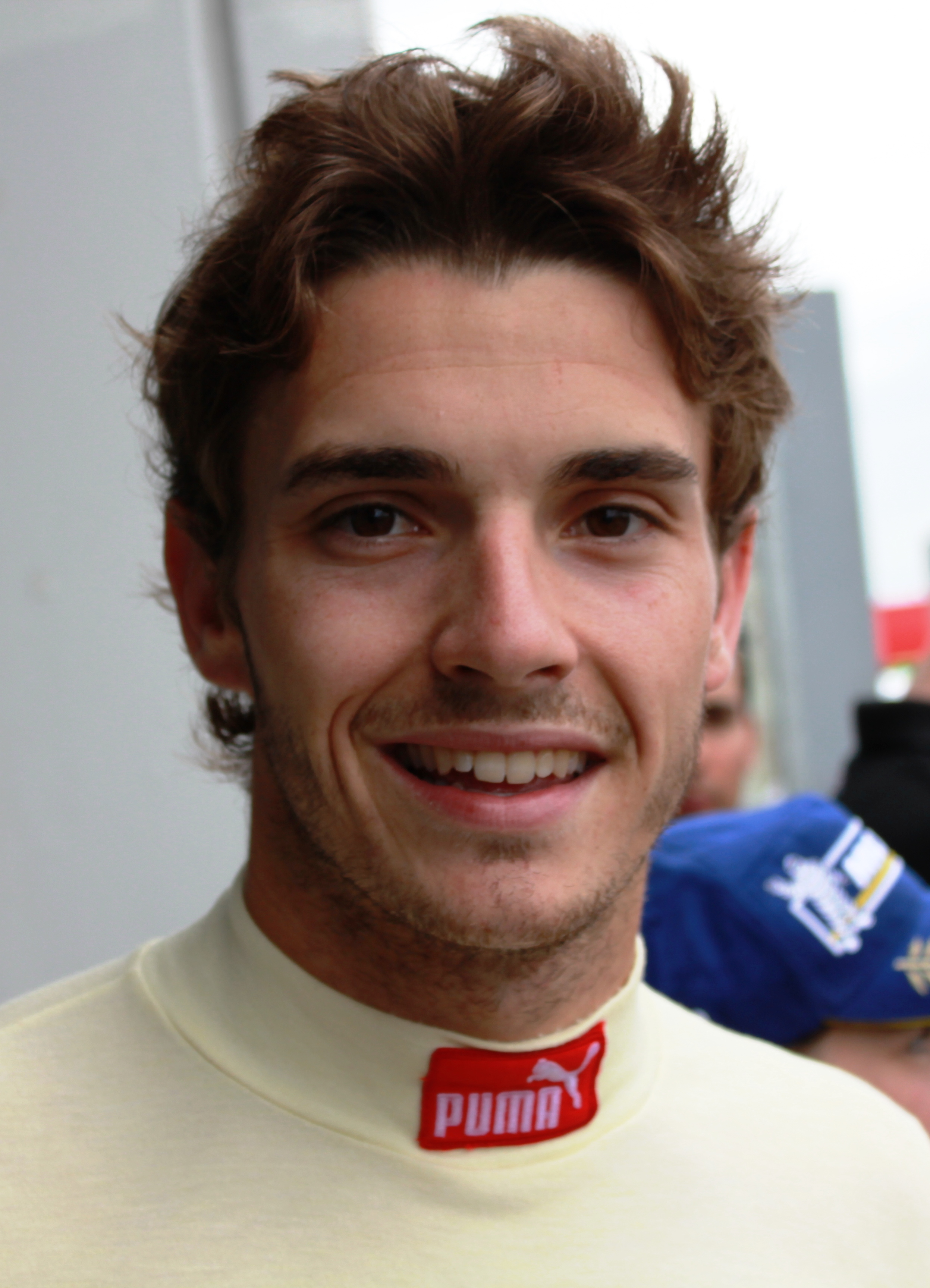
Jules Bianchi viene riconfermato come pilota titolare per il 2014, il suo ultimo anno in Formula 1

Il 16 luglio 2013, la Marussia ufficializza l'accordo con la Ferrari per la fornitura delle nuove Power-Unit e della trasmissione a partire dal 2014: per la prima volta dalla sua fondazione, il team russo abbandona quindi la fornitura dei motori Cosworth a causa anche dell'intenzione di quest'ultima di non voler procedere alla progettazione delle nuove unità turbo-ibride. Vengono inoltre riconfermati i piloti della passata stagione, ovvero il francese Jules Bianchi e il britannico Max Chilton.

### 2015: Salvataggio dalla crisi e ripresa
A causa della crisi sempre più pesante all'interno della struttura, la Marussia si vede costretta a chiudere anzitempo il campionato 2014, ritrovandosi senza fondi e in amministrazione controllata, con il rischio di chiusura e conseguente bancarotta sempre più concreto. Nei primi mesi del 2015, però, la FRP Advisory, azienda che deteneva i beni della compagine russa, approva il piano di salvataggio della stessa che esce quindi dal periodo di amministrazione controllata il 19 febbraio 2015, grazie anche ai proventi frutto del decimo posto conquistato nella scorsa stagione. A seguito di ciò, la squadra viene iscritta in extremis al mondiale 2015 con il nome di Manor Marussia F1 Team e schiera come prima guida il britannico Will Stevens, ex-collaudatore della Caterham che ha già esordito nel Gran Premio di Abu Dhabi 2014. Il secondo sedile è invece assegnato al debuttante spagnolo Roberto Merhi, anch'egli proveniente dalla Caterham dove impiegava il ruolo di riserva parallelamente al suo impegno nel campionato di Formula Renault 3.5.

## Caratteristiche tecniche

### Telaio e aerodinamica

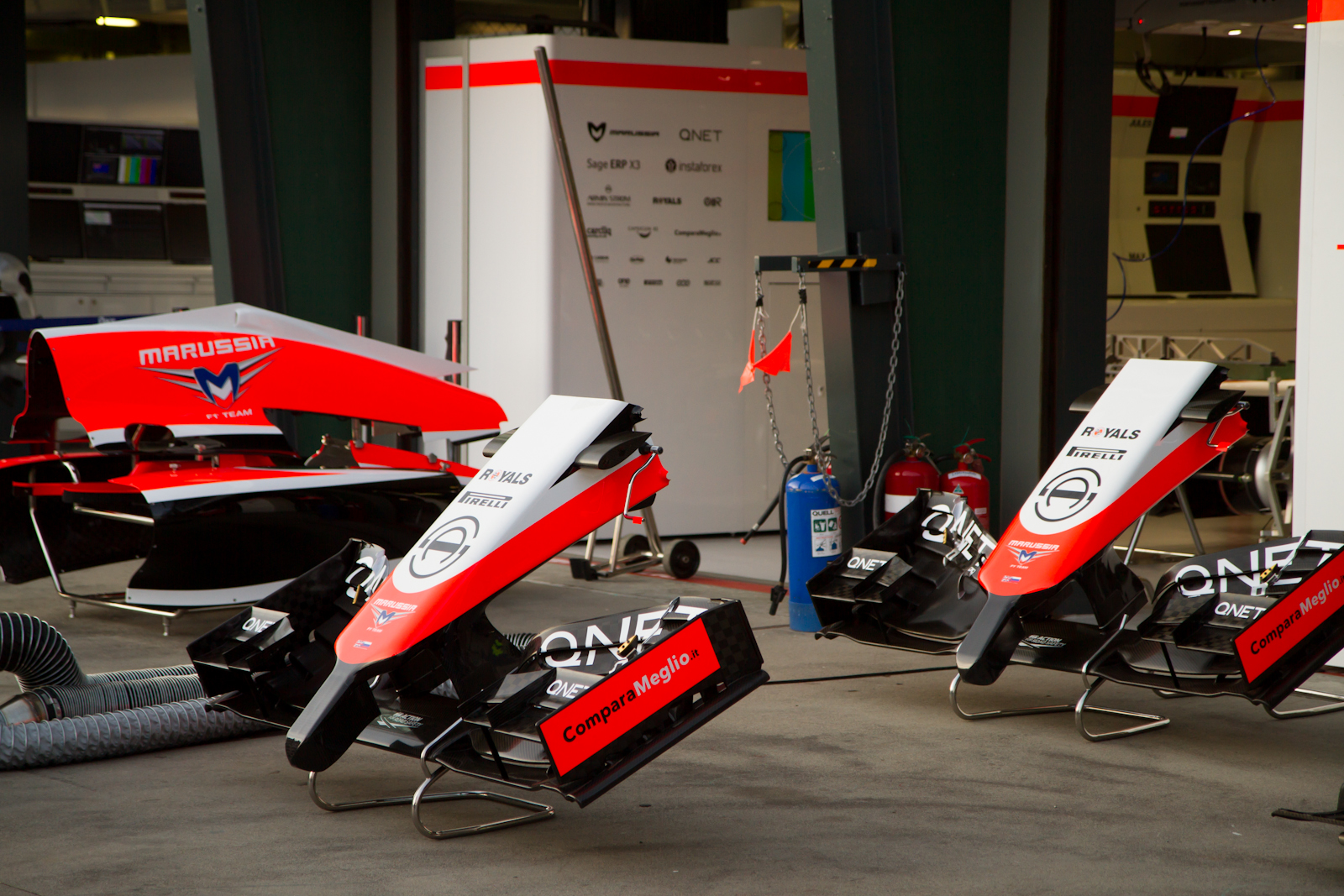
Il muso "a formichiere" introdotto dalla Marussia nel 2014

A causa anche della mancanza di fondi, l'aerodinamica della nuova Marussia MR03 riprende alcune soluzioni già usate in passato e ne usa di nuove come, del resto, tutte le squadre del campionato nel 2014. 
Un esempio è il muso anteriore, che a differenza della Marussia MR02 è ribassato e prolungato da un lungo "becco" centrale che sporge oltre l'ala anteriore. Causa di ciò è anche la scocca della vettura rialzata, soprattutto al posteriore, per garantire un miglior passaggio dell'aria fino al diffusore. Anche l'airscope è di nuova concezione: i tecnici Marussia lo hanno infatti diviso in tre "sezioni" al fine di migliorare il raffreddamento di tutte le componenti della power-unit e portare maggiore aria al turbocompressore.
Sul cofano motore, invece, è caratteristica una piccola pinna aggiuntiva da dove "sbucano" due piccole prese d'aria, mentre nella parte finale di essa vi è lo scarico, che soffia nel particolare sdoppiamento dei supporti dell’ala posteriore e sotto il monkey seat fissato alla struttura anti-crash posteriore. 
Le bocche dei radiatori sono decisamente grandi e squadrate, e non permettono dunque di avere un marciapiede molto pronunciato, mentre le pance hanno un’imboccatura piuttosto generosa per cui nella parte superiore arrivano quasi alla massima larghezza per poi stringersi in una zona a Coca Cola piuttosto accentuata e pulita che porta a scaricare l’aria calda in coda ai lati del cambio.

### Meccanica
Contrariamente alla filosofia Ferrari, la Marussia adotta lo schema classico di sospensione push rod all'anteriore e pull-rod al posteriore. 
A partire da questa stagione, il team russo dispone del cambio a 8 rapporti fornito dalla Ferrari e del nuovo power-unit, fornito e usato sempre dal Cavallino per la Ferrari F14 T.
La nuova specifica, battezzata 059/3, è per regolamento un 6 cilindri a V di cilindrata 1.600 cc sovralimentato da turbina e munito di due nuovi sistemi di recupero energia che vanno a sostituire il vecchio KERS: MGU-H ed MGU-K, che garantiscono rispettivamente un numero massimo di giri motore di 125.000 e 50.000 al minuto; la potenza totale stimata del propulsore è di 830 CV di cui 670 del motore endotermico e 160 del sistema ERS.
Inoltre, l'intercooler del turbo Henywell è ad acqua, ragion per cui le masse radianti ai lati della vettura sono compattate meglio.

### Marussia MR03B

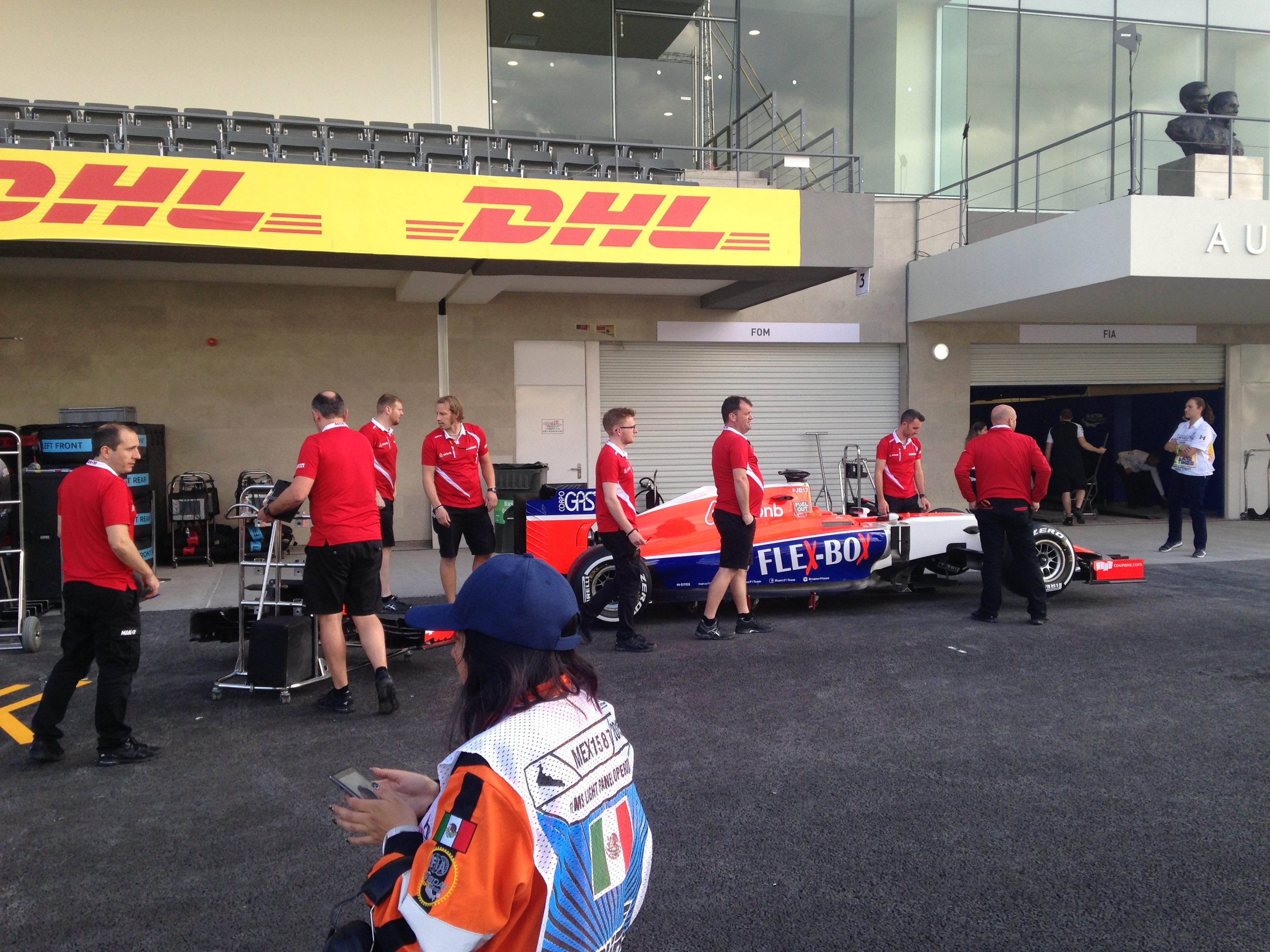
I meccanici Manor intorno alla MR03B: la vettura è un'evoluzione della MR03 conforme ai regolamenti 2015

Dopo la rifondazione della squadra nel febbraio 2015, la MR03 viene modificata per rispettare il regolamento 2015, inizialmente come misura provvisoria in attesa di costruire un nuovo telaio da introdurre a metà stagione, che però non arriverà mai. Uno dei cambiamenti più incisivi per lo sviluppo della vettura è il muso, ora più basso e con un naso corto.
Dopo tali modifiche, la vettura è rinominata Marussia MR03B.
La monoposto monta ancora il motore Ferrari 059/3 del 2014, su deroga concessa dalla federazione. Decisione presa sia per ragioni economiche, sia perché, trattandosi della monoposto del 2014, era già adatta ad ospitare lo stesso motore utilizzato l'anno precedente.

## Livrea e sponsor
Nel 2014 la livrea della vettura era la stessa della stagione precedente: nera con un'ampia fascia rossa e bianca sul muso e sul dorso del cofano motore. La vettura era totalmente priva di sponsor, tranne il logo della Marussia Motors, che dava il nome al team.
Dopo i fatti del Gran Premio del Giappone 2014 viene aggiunto l'hashtag #JB17 ai lati dell'airscope e della scocca come segno di solidarietà per Bianchi; tale scritta rimarrà tuttavia sulle vetture anche dopo la morte del pilota nel 2015.
Nel 2015 la scuderia adottò una livrea bianco-rossa. Inizialmente col solo sponsor Erreà sull'ala posteriore, la scuderia finalizzò a stagione in corso accordi con Airbnb e con Flex-Box. In seguito a questo secondo accordo le fiancate delle monoposto furono colorate di blu. In occasione del Gran Premio degli Stati Uniti, nelle due MR03B è stata aggiunta la bandiera statunitense come omaggio al loro pilota Alexander Rossi. 

## Piloti

### Stagione 2014
| Piloti ufficiali       | Piloti ufficiali | Piloti ufficiali | Piloti ufficiali |
| Nazione                | Nome             | Numero           | Gare             |
| ---------------------- | ---------------- | ---------------- | ---------------- |
| Francia (bandiera)     | Jules Bianchi    | 17               | 1-15             |
| Regno Unito (bandiera) | Max Chilton      | 4                | 1-16             |
| Piloti di riserva      |                  |                  |                  |
| Nazione                | Nome             | Nome             |                  |
| Regno Unito (bandiera) | Will Stevens     |                  |                  |
| Stati Uniti (bandiera) | Alexander Rossi  |                  |                  |
| Regno Unito (bandiera) | Jordan King      |                  |                  |

### Stagione 2015
| Piloti ufficiali       | Piloti ufficiali | Piloti ufficiali | Piloti ufficiali |
| Nazione                | Nome             | Numero           | Gare             |
| ---------------------- | ---------------- | ---------------- | ---------------- |
| Regno Unito (bandiera) | Will Stevens     | 28               | 1-19             |
| Spagna (bandiera)      | Roberto Merhi    | 98               | 1-12, 15, 19     |
| Stati Uniti (bandiera) | Alexander Rossi  | 53               | 13-14, 16-18     |
| Piloti di riserva      |                  |                  |                  |
| Nazione                | Nome             | Nome             |                  |
| Stati Uniti (bandiera) | Alexander Rossi  | Alexander Rossi  |                  |
| Regno Unito (bandiera) | Jordan King      | Jordan King      |                  |
| Svizzera (bandiera)    | Fabio Leimer     | Fabio Leimer     |                  |

## Carriera agonistica

### Stagione 2014 - Marussia MR03

#### Test

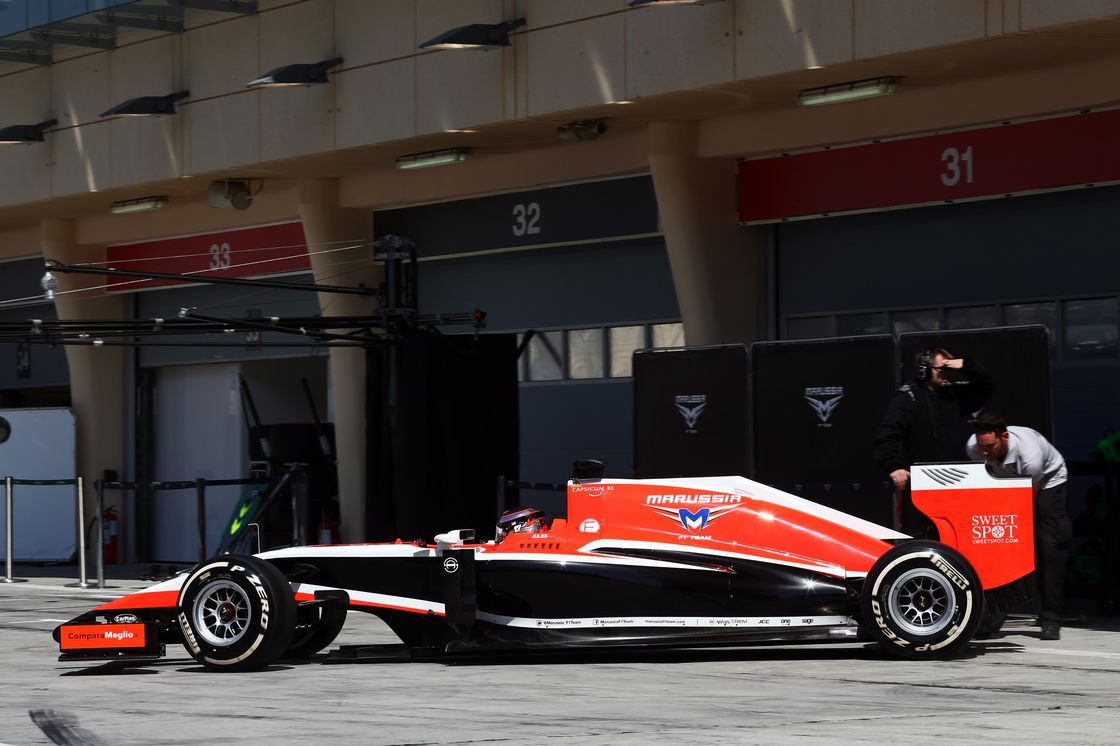
Jules Bianchi alla guida della MR03 nei test di Sakhir.

La vettura è stata presentata il 30 gennaio 2014 presso il circuito di Jerez de la Frontera, in Spagna. Nei piani della scuderia la monoposto avrebbe dovuto essere presentata il 28 gennaio, per poter partecipare interamente alla prima sessione dei test, ma a causa di problemi tecnici nella stessa, tale presentazione è posticipata. Di conseguenza, la nuova MR03 risulta assente anche nei primi due giorni di test, riuscendo a debuttare solo nel terzo giorno con Chilton (che effettua solo 5 giri e nessun crono prima di fermarsi) e a segnare un tempo valido nell'ultimo con Bianchi, che effettua 25 giri con gomme slick.

#### Campionato

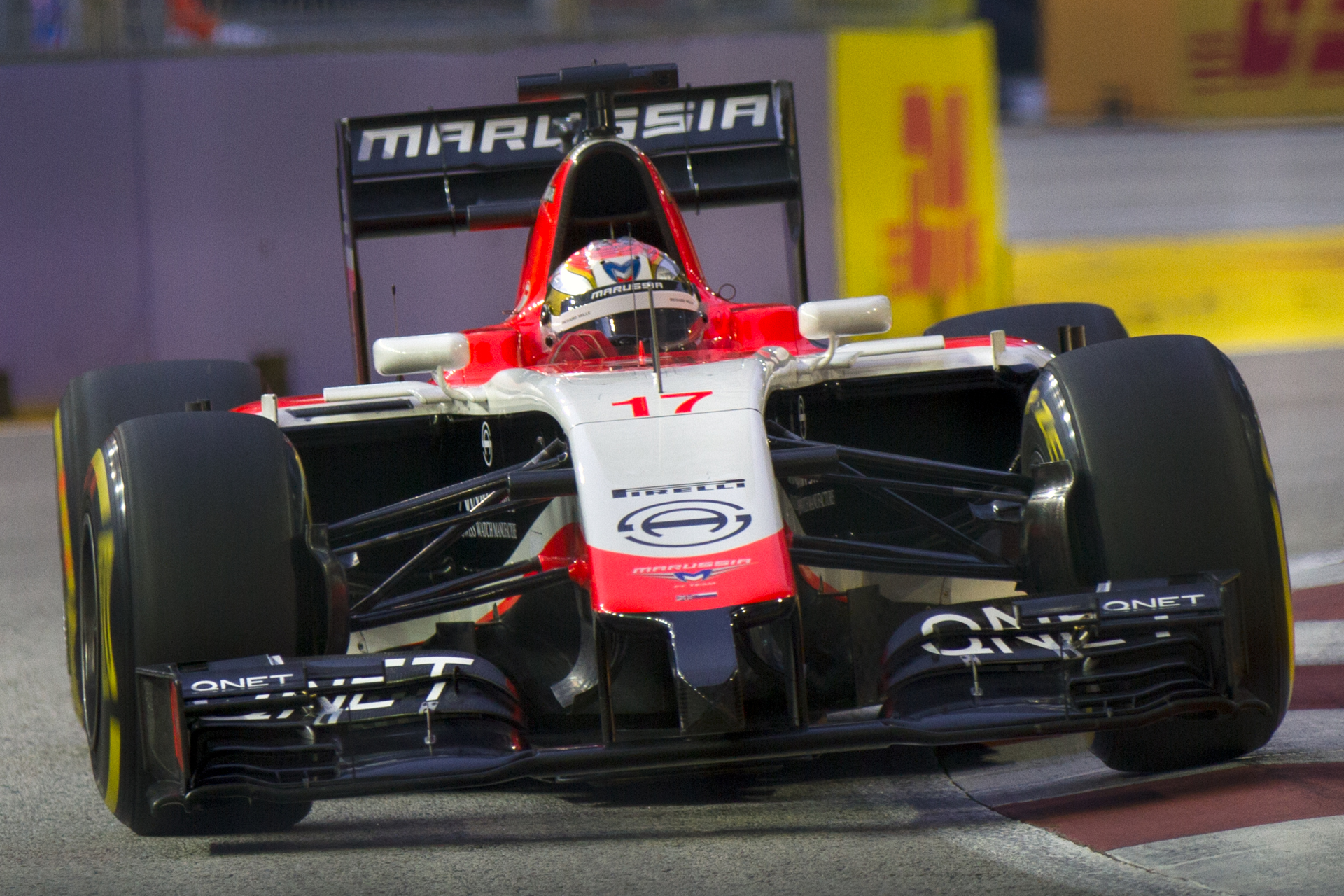
Jules Bianchi alla guida della sua MR03 nelle prove libere del Gran Premio di Singapore.

Neanche questa stagione inizia bene per la Marussia, che, nonostante aver conquistato la 17° e la 18° casella in griglia per il Gran Premio d'Australia, si ritrova a partire dalla pit-lane, chiudendo la gara in ultima posizione con Chilton e non classificata con Bianchi che si ritira a 8 giri dal termine. Non va meglio nemmeno nelle successive quattro gare, dove il team russo lotta in qualifica con le rivali Caterham e in gara colleziona solo due tredicesimi posti con Chilton come miglior risultato, prima dell'exploit del Gran Premio di Monaco destinato a cambiare per sempre la storia della scuderia.
Sul circuito monegasco, appunto, è Bianchi che sale in cattedra: il francese, partito previa penalizzazione da parte dei commissari FIA in fondo al gruppo per aver sostituito il cambio, risale diverse posizioni, occupando al 56º giro l'undicesima posizione e la zona punti quattro tornate dopo grazie ai ritiri di Valtteri Bottas e Esteban Gutiérrez. Al giro 73, Kevin Magnussen e Kimi Räikkönen si toccano e vanno larghi entrambi dopo un tentativo di sorpasso di quest'ultimo, lasciando strada libera al pilota di scuola Ferrari che chiude quindi il Gran Premio all'ottavo posto, ma venendo retrocesso al nono dopo aver scontato 5 secondi di penalità sul tempo di gara per aver scontato a sua volta uno stop & go in regime di safety car, cosa vietata dal regolamento. È festa nei box Marussia, che trova dopo 4 stagioni e 82 Gran Premi i primi punti iridati della propria storia e della carriera di Bianchi nella massima serie, che, a posteriori, saranno anche artefici del salvataggio dalla bancarotta.
Monaco sembra però destinata a rimanere un caso isolato, eccezion fatta per i Gran Premi di Gran Bretagna, Ungheria e Belgio dove le due MR03 traggono vantaggio dalle condizioni climatiche avverse per qualificarsi in Q2, addirittura con entrambe le vetture a Silverstone, evento che non accadeva dal Gran Premio del Belgio 2013. Tuttavia alla domenica le cose vanno diversamente e i due piloti chiudono negli ultimi posti sopravanzando talvolta solo le due Caterham. 

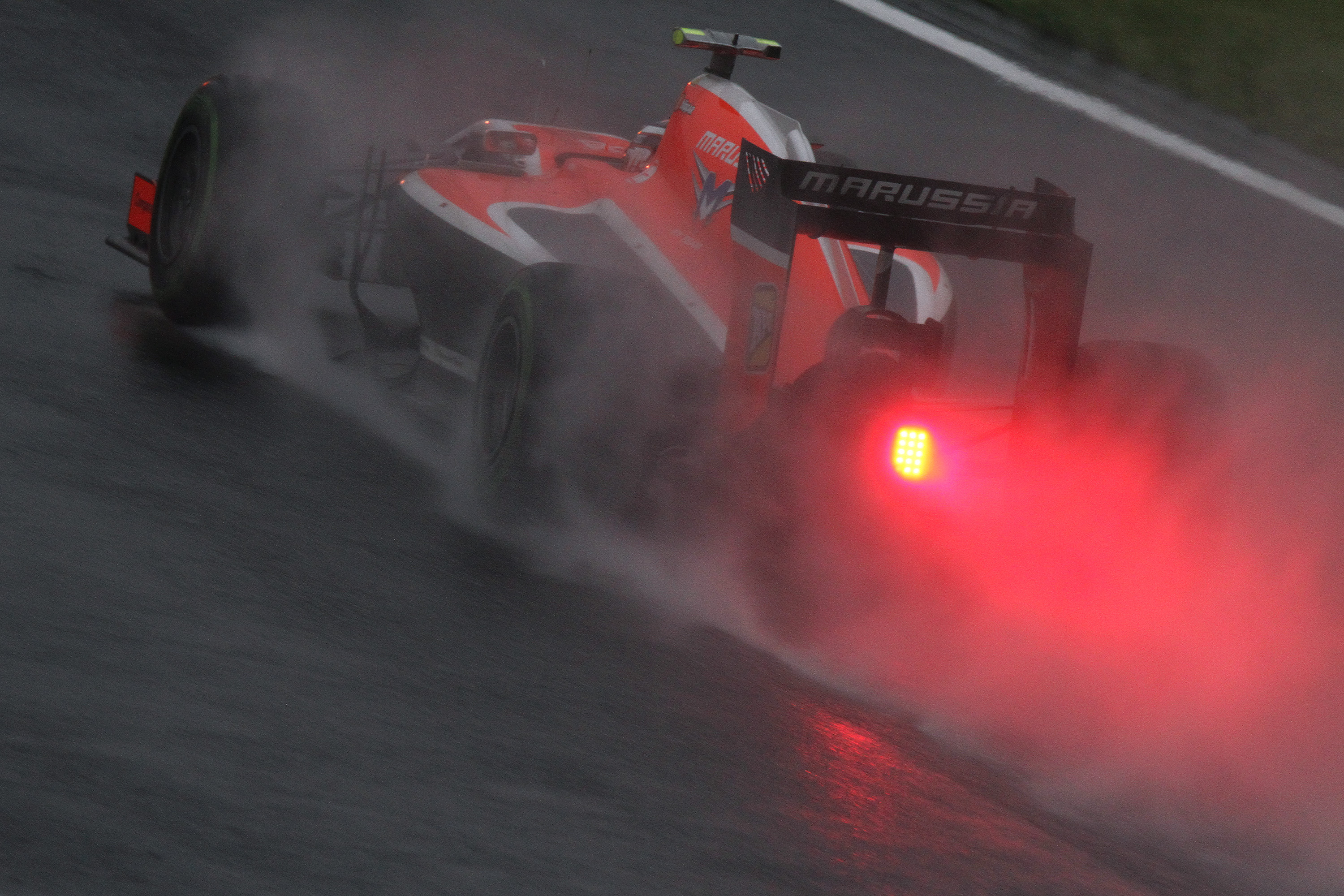
Max Chilton durante il Gran Premio del Giappone: la gara sarà caratterizzata dall'incidente mortale di Bianchi.

A partire dal Gran Premio di Singapore in poi, le condizioni della scuderia, non solo a livello economico, diventano sempre più insostenibili e raggiungono il culmine a Suzuka, il 5 ottobre 2014: il Gran Premio nipponico si svolge sotto un diluvio incessante e le condizioni della pista diventano giro dopo giro sempre più proibitive, tanto che al 43º giro la Sauber di Adrian Sutil esce di pista alla curva Dunlop e impatta contro le barriere, costringendo la gru a dover intervenire per rimuovere la monoposto. Appena un giro più tardi, Bianchi esce di strada sullo stesso punto, colpendo ad alta velocità il mezzo di servizio che si apprestava a rientrare a bordo pista: i commissari (poi criticati in maniera durissima dai piloti nel post-gara) decidono di esporre bandiera rossa e di concludere il Gran Premio, mentre il pilota transalpino viene trasportato d'urgenza all'ospedale di Yokkaichi dove le sue condizioni appaiono da subito gravissime. Dopo appena 7 settimane verrà trasferito all'ospedale di Nizza, sua città natale, dove purtroppo non ci sarà più nulla da fare, dal momento che non riuscirà più a riprendere coscienza, morendo dopo 9 mesi di coma il 17 luglio 2015, all'età di appena 25 anni.
A dispetto di ciò, la Marussia, oramai orfana del suo primo pilota, si presenta al via del successivo appuntamento in Russia con il solo Chilton (che doveva essere inizialmente affiancato dal collaudatore Alexander Rossi, salvo poi non prendere parte all'evento) che si qualifica ultimo e conclude la gara dopo soli 9 giri per un problema alla sospensione. Nei successivi appuntamenti la squadra è impossibilitata a partecipare e decide dunque di concludere la stagione, che si rivela essere la migliore della sua storia per i risultati conseguiti in pista, ma anche la peggiore a causa della morte di Bianchi e del collasso finanziario che ha messo sempre più in dubbio l'esistenza del team per il 2015.

### Stagione 2015 - Marussia MR03B

#### Test
Dopo cinque mesi in cui il futuro del team è rimasto incerto, la Marussia, ora denominata Manor Marussia e iscritta con licenza britannica al campionato, inizia una corsa contro il tempo per sviluppare la MR03 e omologarla in tempo per il primo Gran Premio della stagione, a Melbourne.
Di conseguenza, la Marussia è costretta a rinunciare ai test pre-campionato di febbraio-marzo.

#### Campionato

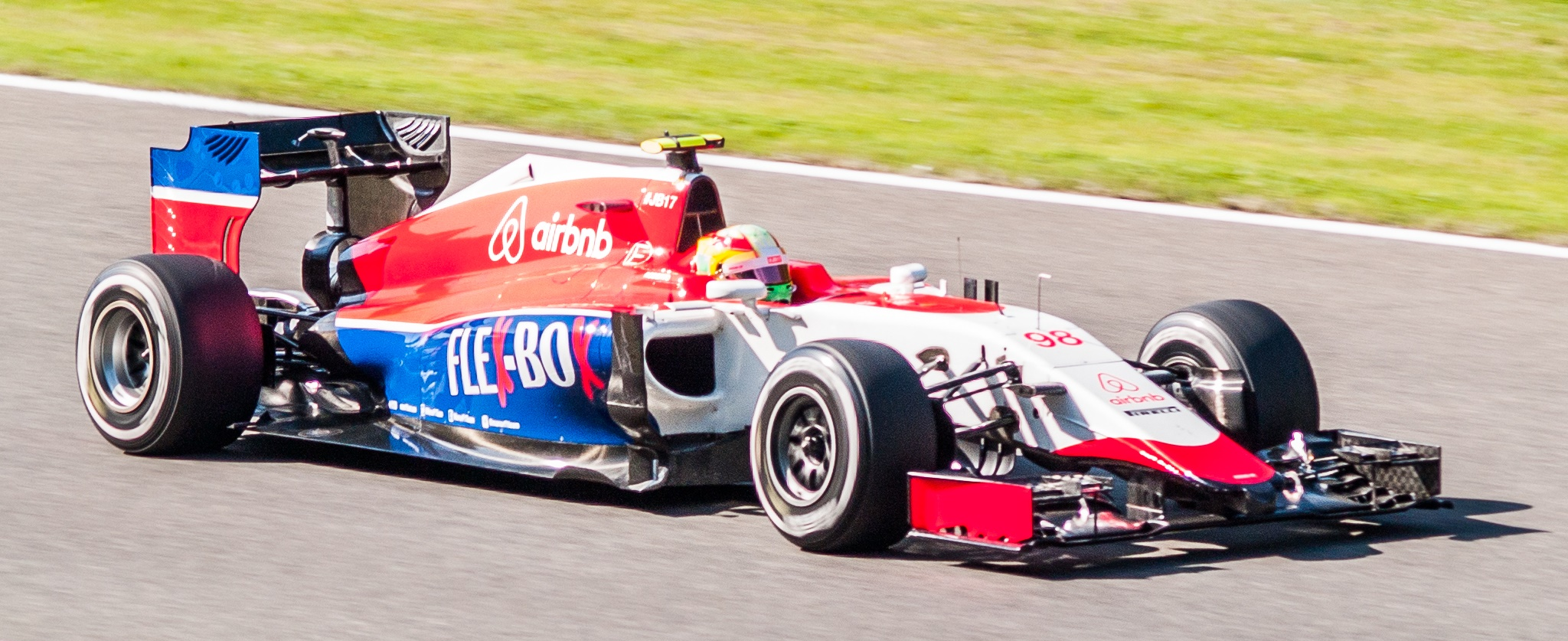
Roberto Merhi al Gran Premio del Belgio sulla MR03B.

Alla fine la Marussia riesce a presentarsi in Australia con le vetture aggiornate, ma i problemi non accennano a terminare: le macchine non possono scendere in pista a causa della mancanza dei software dedicati che sono andati perduti a novembre 2014 quando, in occasione dell'asta fallimentare - poi annullata - della Marussia, sono stati formattati tutti i PC della squadra. Il team non ha scelta e dà forfait ritirandosi già al giovedì, promettendo di essere operativo a partire dalla Malesia ed evitando comunque la squalifica da parte della FIA che riconosce alla struttura la presenza e l'approntamento a disputare il weekend.
Nel successivo Gran Premio della Malesia, quindi, la scuderia britannica è finalmente in grado di far girare le vetture. Stevens non prende però parte alla gara per un problema tecnico, mentre Merhi tagliò il traguardo, seppure in ultima posizione. In Cina anche Stevens riuscì a prendere parte alla gara, chiudendo in quindicesima posizione, davanti al compagno di squadra.
Nei successivi Gran Premi Stevens e Merhi portarono quasi sempre a termine la gara, finendo però costantemente nelle ultime posizioni. Nonostante la situazione proibitiva all'interno della scuderia, i due piloti riescono a terminare quasi tutte le gare, seppur qualificandosi in ultima posizione, segno che l'affidabilità della vettura è buona nonostante si tratti di un aggiornamento.
A partire dal Gran Premio di Singapore, lo statunitense Alexander Rossi, collaudatore e terzo pilota Manor nonché pilota titolare del team Racing Engineering nel campionato GP2, prende il posto di Merhi per 2 appuntamenti, alternandosi alla guida con lo spagnolo in Russia e Abu Dhabi a causa del suo impegno nella categoria cadetta. Rossi è quindi il primo statunitense al via di un Gran Premio 8 anni dopo l'ultima gara di Scott Speed con la Toro Rosso.

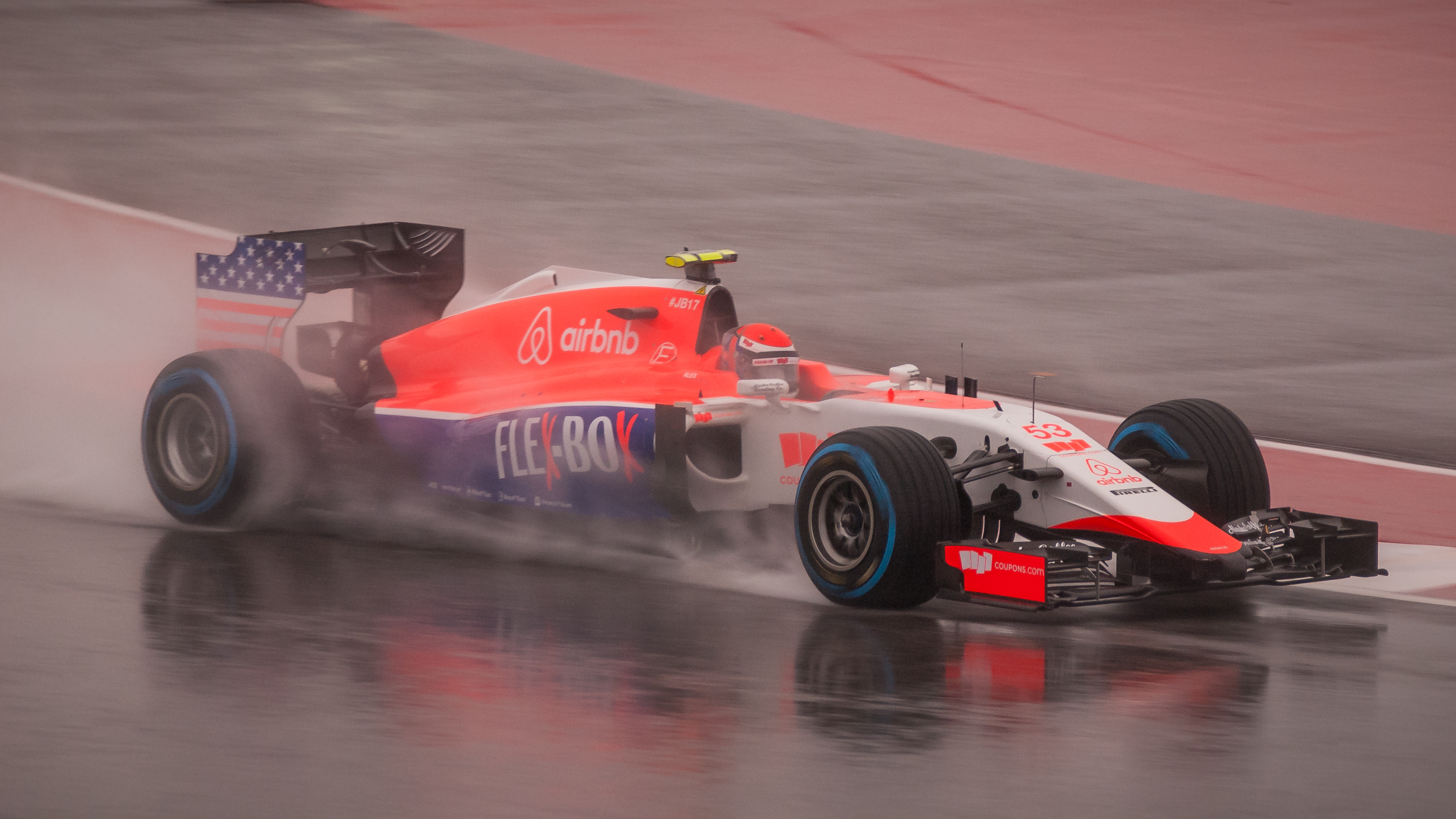
Alexander Rossi sfiora un clamoroso arrivo a punti nel Gran Premio di casa.

Nonostante essere un debuttante e non aver mai avuto modo di provare la vettura nel corso della stagione, Rossi vince nettamente il confronto interno contro il più esperto Stevens e si rende autore di buone prestazioni in gara, soprattutto nel Gran Premio di casa, ad Austin dove sfiora un clamoroso arrivo a punti: partito 17°, approfitta delle condizioni meteo avverse e del ritiro di numerosi avversari per occupare la decima posizione, seppur per un paio di giri, prima di venir passato dalla Red Bull di Daniel Ricciardo nettamente più veloce ma chiudendo comunque la gara a pieni giri in 12ª posizione, miglior risultato stagionale per il team.
Nel resto del campionato non ci sono stati particolari acuti e la Manor Marussia chiude al decimo e ultimo posto nella classifica costruttori, senza segnare punti.

## Risultati F1
| Anno | Team             | Motore           | Gomme | Piloti  |    |     |    |    |    |    |     |    |    |    |    |    |     |    |    |     |  |  |  | Punti | Pos. |
| ---- | ---------------- | ---------------- | ----- | ------- | -- | --- | -- | -- | -- | -- | --- | -- | -- | -- | -- | -- | --- | -- | -- | --- |  |  |  | ----- | ---- |
| 2014 | Marussia F1 Team | Ferrari 059/3 V6 | P     | Bianchi | NC | Rit | 16 | 17 | 18 | 9  | Rit | 15 | 14 | 15 | 15 | 18 | 18  | 16 | 20 |     |  |  |  | 2     | 9º   |
| 2014 | Marussia F1 Team | Ferrari 059/3 V6 | P     | Chilton | 13 | 15  | 13 | 19 | 19 | 14 | Rit | 17 | 16 | 17 | 16 | 16 | Rit | 17 | 18 | Rit |  |  |  | 2     | 9º   |

| Anno | Team                   | Motore           | Gomme | Piloti  |     |    |    |    |    |    |     |     |    |    |    |    |    |    |    |     |    |    |    | Punti | Pos. |
| ---- | ---------------------- | ---------------- | ----- | ------- | --- | -- | -- | -- | -- | -- | --- | --- | -- | -- | -- | -- | -- | -- | -- | --- | -- | -- | -- | ----- | ---- |
| 2015 | Manor Marussia F1 Team | Ferrari 059/3 V6 | P     | Stevens | NPR | NP | 15 | 16 | 17 | 17 | 17  | Rit | 13 | 16 | 16 | 15 | 15 | 19 | 14 | Rit | 16 | 17 | 18 | 0     | 10º  |
| 2015 | Manor Marussia F1 Team | Ferrari 059/3 V6 | P     | Merhi   | NPR | 15 | 16 | 17 | 18 | 16 | Rit | 14  | 12 | 15 | 15 | 16 |    |    | 13 |     |    |    | 19 | 0     | 10º  |
| 2015 | Manor Marussia F1 Team | Ferrari 059/3 V6 | P     | Rossi   |     |    |    |    |    |    |     |     |    |    |    |    | 14 | 18 |    | 12  | 15 | 18 |    | 0     | 10º  |